# Alessandro Turamini
Alessandro Turamini (Montalcino, 1556 – Ferrara, 1605) è stato un giurista, filosofo e scrittore italiano.

## Biografia
Frequentò l’Università di Siena, dove si laureò in diritto civile il 24 giugno 1579. Uditore della Rota fiorentina, fu professore di giurisprudenza a Siena, a Roma, a Napoli (dove fondò l'Accademia dei Rinforcati) e a Ferrara. Fu membro dell'Accademia degli Intronati con il nome di Arguto.

## Opere
Tra le sue opere sono particolarmente significative un commento al titolo de legibus del Digesto (1590) e un trattato sul cambio (pubblicato nell’Opera omnia data alle stampe a Siena nel 1769-70). Turamini fu un seguace della scuola culta ed è considerato un precursore della giurisprudenza filosofica dell’età moderna. Fu anche poeta e commediografo.